# カール＝リヒャルト・フレイ
カール＝リヒャルト・フレイ（Karl-Richard Frey、1991年7月11日 - ）は、ドイツのノルトライン＝ヴェストファーレン州出身の柔道選手。階級は男子100kg級。身長188cm。実弟は同じく柔道家で100kg超級のヨハネス・フレイ。

## 人物
2010年のヨーロッパジュニア100kg級で優勝を飾った。2013年のグランプリ・リエカやグランプリ・青島でも優勝を飾っている。2014年の世界選手権では準々決勝で敗れたものの、その後の3位決定戦で地元ロシアのオリンピックチャンピオンであるタギル・ハイブラエフを有効で破って3位になった。
翌年の2015年の世界選手権では決勝で日本の羽賀龍之介と対戦して指導2で敗れて2位にとどまった。2016年には国内のライバルである世界3位のディミトリ・ペータースを押しのけてリオデジャネイロオリンピック代表に選ばれた。
リオデジャネイロオリンピックでは3位決定戦でフランスのシリル・マレに敗れ5位に終わった。
2021年の7月に日本武道館で開催された東京オリンピックでは7位だったが、混合団体では3位になった。

## 主な戦績
- 2010年 - ヨーロッパジュニア　優勝
- 2012年 - U23ヨーロッパ選手権　3位
- 2013年 - ヨーロッパオープン・ブカレスト　2位
- 2013年 - グランプリ・リエカ　優勝
- 2013年 - グランプリ・タシュケント　3位
- 2013年 - グランプリ・青島　優勝
- 2013年 - グランプリ・アブダビ　3位
- 2014年 - グランプリ・デュッセルドルフ　5位
- 2014年 - グランプリ・サムスン　3位
- 2014年 - ヨーロッパ選手権　5位
- 2014年 - グランプリ・ウランバートル　2位
- 2014年 - 世界選手権　3位
- 2014年 - グランドスラム・アブダビ　2位
- 2014年 - グランプリ・青島　3位
- 2015年 - グランプリ・トビリシ　3位
- 2015年 - グランプリ・サムスン　2位
- 2015年 - グランドスラム・チュメニ　3位
- 2015年 - 世界選手権 2位
- 2015年 - グランドスラム・アブダビ　3位
- 2016年 -　グランプリ・ハバナ　2位
- 2016年 -　グランドスラム・パリ　3位
- 2016年 -　グランドスラム・バクー　5位
- 2016年 - グランプリ・ブダペスト　5位
- 2016年 - リオデジャネイロオリンピック 5位
- 2018年 -　グランプリ・アガディール　3位
- 2018年 - グランプリ・ブダペスト　2位
- 2018年 -　グランドスラム・アブダビ　3位
- 2018年 - グランプリ・タシュケント　3位
- 2019年 - グランプリ・フフホト　3位
- 2019年 - グランプリ・モントリオール　5位
- 2020年 -　グランプリ・テルアビブ　3位
- 2021年 -　東京オリンピック混合団体　3位

（出典、JudoInside.com）